# پله: تولد یک افسانه
«پله» (انگلیسی: Pele (film)) یک فیلم درباره  ادسون آرانتس دو ناسیمیونتو ملقّب به پله، بازیکن سابق فوتبال اهل برزیل است. از بازیگران این فیلم می‌توان به کالم مینی، دیه‌گو بونتا، رودریگو سانتورو، و وینسنت دن آفریو اشاره کرد.
در این فیلم پله در نقش مردی که در لابی هتل نشسته است حضور افتخاری داشت.